# Grand Prix Velké Británie 1980
Grand Prix Velké Británie 1980 (oficiálně XXXIII Marlboro British Grand Prix) se jela na okruhu Brands Hatch v Kentu ve Velké Británii dne 13. července 1980. Závod byl osmým v pořadí v sezóně 1980 šampionátu Formule 1.

## Kvalifikace
| Poř.   | No. | Jezdec                | Konstruktér     | Čas      | Ztráta  |
| ------ | --- | --------------------- | --------------- | -------- | ------- |
| 1      | 25  | Didier Pironi         | Ligier-Ford     | 1:11.004 | —       |
| 2      | 26  | Jacques Laffite       | Ligier-Ford     | 1:11.395 | + 0.391 |
| 3      | 27  | Alan Jones            | Williams-Ford   | 1:11.609 | + 0.605 |
| 4      | 28  | Carlos Reutemann      | Williams-Ford   | 1:11.629 | + 0.625 |
| 5      | 5   | Nelson Piquet         | Brabham-Ford    | 1:11.634 | + 0.630 |
| 6      | 23  | Bruno Giacomelli      | Alfa Romeo      | 1:12.128 | + 1.124 |
| 7      | 8   | Alain Prost           | McLaren-Ford    | 1:12.634 | + 1.630 |
| 8      | 66  | Patrick Depailler     | Alfa Romeo      | 1:13.189 | + 2.185 |
| 9      | 11  | Mario Andretti        | Lotus-Ford      | 1:13.400 | + 2.396 |
| 10     | 4   | Derek Daly            | Tyrrell-Ford    | 1:13.469 | + 2.465 |
| 11     | 3   | Jean-Pierre Jarier    | Tyrrell-Ford    | 1:13.666 | + 2.662 |
| 12     | 7   | John Watson           | McLaren-Ford    | 1:13.717 | + 2.713 |
| 13     | 15  | Jean-Pierre Jabouille | Renault         | 1:13.749 | + 2.745 |
| 14     | 12  | Elio de Angelis       | Lotus-Ford      | 1:13.859 | + 2.855 |
| 15     | 9   | Marc Surer            | ATS-Ford        | 1:13.953 | + 2.949 |
| 16     | 16  | René Arnoux           | Renault         | 1:13.967 | + 2.963 |
| 17     | 6   | Héctor Rebaque        | Brabham-Ford    | 1:14.226 | + 3.222 |
| 18     | 50  | Rupert Keegan         | Williams-Ford   | 1:14.236 | + 3.232 |
| 19     | 2   | Gilles Villeneuve     | Ferrari         | 1:14.296 | + 3.292 |
| 20     | 31  | Eddie Cheever         | Osella-Ford     | 1:14.517 | + 3.513 |
| 21     | 29  | Riccardo Patrese      | Arrows-Ford     | 1:14.560 | + 3.556 |
| 22     | 20  | Emerson Fittipaldi    | Fittipaldi-Ford | 1:14.580 | + 3.576 |
| 23     | 1   | Jody Scheckter        | Ferrari         | 1:15.370 | + 4.366 |
| 24     | 30  | Jochen Mass           | Arrows-Ford     | 1:15.423 | + 4.419 |
| 25     | 14  | Jan Lammers           | Ensign-Ford     | 1:15.596 | + 4.592 |
| 26     | 21  | Keke Rosberg          | Fittipaldi-Ford | 1:15.845 | + 4.841 |
| 27     | 43  | Desire Wilson         | Williams-Ford   | 1:16.315 | + 5.311 |
| Zdroj: |     |                       |                 |          |         |

## Závod
| Poř.   | No. | Jezdec                | Konstruktér     | Počet kol | Čas/Odstoupení | Pořadí na startu | Body |
| ------ | --- | --------------------- | --------------- | --------- | -------------- | ---------------- | ---- |
| 1      | 27  | Alan Jones            | Williams-Ford   | 76        | 1:34:49.228    | 3                | 9    |
| 2      | 5   | Nelson Piquet         | Brabham-Ford    | 76        | + 11.007       | 5                | 6    |
| 3      | 28  | Carlos Reutemann      | Williams-Ford   | 76        | + 13.285       | 4                | 4    |
| 4      | 4   | Derek Daly            | Tyrrell-Ford    | 75        | + 1 kolo       | 10               | 3    |
| 5      | 3   | Jean-Pierre Jarier    | Tyrrell-Ford    | 75        | + 1 kolo       | 11               | 2    |
| 6      | 8   | Alain Prost           | McLaren-Ford    | 75        | + 1 kolo       | 7                | 1    |
| 7      | 6   | Héctor Rebaque        | Brabham-Ford    | 74        | + 2 kola       | 17               |      |
| 8      | 7   | John Watson           | McLaren-Ford    | 74        | Motor          | 12               |      |
| 9      | 29  | Riccardo Patrese      | Arrows-Ford     | 73        | + 3 kola       | 21               |      |
| 10     | 1   | Jody Scheckter        | Ferrari         | 73        | + 3 kola       | 23               |      |
| 11     | 50  | Rupert Keegan         | Williams-Ford   | 73        | + 3 kola       | 18               |      |
| 12     | 20  | Emerson Fittipaldi    | Fittipaldi-Ford | 72        | + 4 kola       | 22               |      |
| 13     | 30  | Jochen Mass           | Arrows-Ford     | 69        | + 7 kol        | 24               |      |
| NC     | 16  | René Arnoux           | Renault         | 67        | Neklasifikován | 16               |      |
| Ret    | 25  | Didier Pironi         | Ligier-Ford     | 63        | Pneumatika     | 1                |      |
| Ret    | 9   | Marc Surer            | ATS-Ford        | 59        | Motor          | 15               |      |
| Ret    | 11  | Mario Andretti        | Lotus-Ford      | 57        | Převodovka     | 9                |      |
| Ret    | 23  | Bruno Giacomelli      | Alfa Romeo      | 42        | Smyk           | 6                |      |
| Ret    | 2   | Gilles Villeneuve     | Ferrari         | 35        | Motor          | 19               |      |
| Ret    | 26  | Jacques Laffite       | Ligier-Ford     | 30        | Pneumatika     | 2                |      |
| Ret    | 22  | Patrick Depailler     | Alfa Romeo      | 27        | Motor          | 8                |      |
| Ret    | 31  | Eddie Cheever         | Osella-Ford     | 17        | Zavěšení       | 20               |      |
| Ret    | 12  | Elio de Angelis       | Lotus-Ford      | 16        | Zavěšení       | 14               |      |
| Ret    | 15  | Jean-Pierre Jabouille | Renault         | 4         | Motor          | 13               |      |
| DNQ    | 14  | Jan Lammers           | Ensign-Ford     |           |                |                  |      |
| DNQ    | 21  | Keke Rosberg          | Fittipaldi-Ford |           |                |                  |      |
| DNQ    | 43  | Desiré Wilson         | Williams-Ford   |           |                |                  |      |
| Zdroj: |     |                       |                 |           |                |                  |      |

## Průběžné pořadí po závodě
Pohár jezdců
| Pořadí | Jezdec           | Body |
| ------ | ---------------- | ---- |
| 1      | Alan Jones       | 37   |
| 2      | Nelson Piquet    | 31   |
| 3      | René Arnoux      | 23   |
| 4      | Didier Pironi    | 23   |
| 5      | Carlos Reutemann | 20   |
| Zdroj: |                  |      |

Pohár konstruktérů
| Pořadí | Konstruktér   | Body |
| ------ | ------------- | ---- |
| 1      | Williams-Ford | 57   |
| 2      | Ligier-Ford   | 39   |
| 3      | Brabham-Ford  | 31   |
| 4      | Renault       | 23   |
| 5      | Arrows-Ford   | 11   |
| Zdroj: |               |      |